# Leptotarsus fletcherensis
Leptotarsus fletcherensis là một loài ruồi trong họ Ruồi hạc (Tipulidae). Chúng phân bố ở miền Australasia.